# Best in the World (2017)
Pour les articles homonymes, voir Best in the World.
L'édition 2017 de Best in the World est une manifestation de catch (lutte professionnelle) en paiement à la séance (pay-per-view), produite par la fédération américaine Ring of Honor (ROH), initialement diffusée en haute définition et en direct sur le câble et via satellite, ainsi que sur PlayStation Network. Elle est également disponible en ligne, sur le site d'hébergement de vidéos Ustream et via l'application mobile Fite TV. Le pay-per-view (PPV) s'est déroulé le 23 juin 2017 au Lowell Memorial Auditorium (en) à Lowell, dans le Massachusetts. Ce fut la 8e édition de Best in the World.

## Production
Cet évènement est disponible sur l'application mobile Fite TV, sur le PlayStation Network ainsi que sur le site de la fédération, sur le câble et via satellite. Pour cela, la fédération déploie une liste de 63 fournisseurs, notamment DirecTV, Dish Network et Bell Canada Satellite, qui diffuseront cet évènement à travers les États-Unis et le Canada.

## Contexte
Les spectacles de la Ring of Honor en paiement à la séance se composent de matchs aux résultats prédéterminés par les scénaristes de la ROH. Ces rencontres sont justifiées par des storylines - une rivalité avec un catcheur, la plupart du temps - ou par des qualifications survenues au cours de shows précédant l'évènement. Tous les catcheurs possèdent un gimmick, c'est-à-dire qu'ils incarnent un personnage face (gentil) ou heel (méchant), qui évolue au fil des rencontres. Un pay-per-view comme Best in the World est donc un événement tournant pour les différentes storylines en cours.

### Hangman Page contre Frankie Kazarian

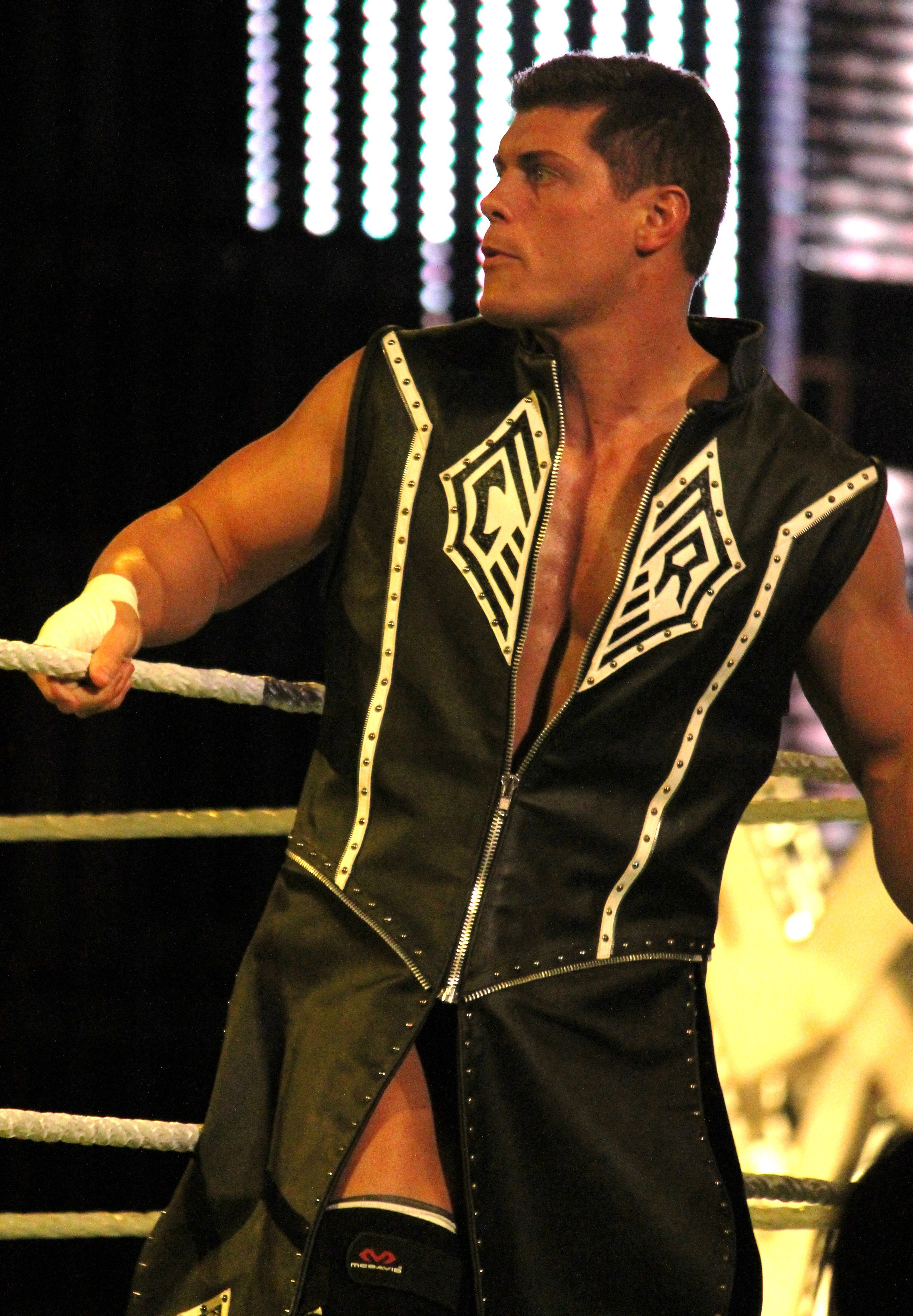
Cody, à la recherche du titre mondial de la ROH contre Christopher Daniels.

Après avoir rejoint le Bullet Club, Frankie Kazarian aide son ami Christopher Daniels à remporter le championnat mondial de la ROH au cours de 15th Anniversary Show, aux dépens d'Adam Cole, membre du Bullet Club. Hangman Page le passe à tabac dan un parking peu après. De son côté, Frankie Kazarian interfère lors d'un match de championnat pour le titre de la télévision de Hangman Page, lui coûtant la victoire. Ce dernier désire ainsi prendre sa revanche dans un Strap match contre Frankie Kazarian.

### Kushida contre Marty Scurll
Le 14 mai, lors du quatrième jour de War of the Worlds '17, Kushida bat Marty Scurll et remporte le championnat du monde de la télévision de la ROH. Un match revanche est organisé par la suite entre ces deux catcheurs.

### Christopher Daniels contre Cody
Le 10 mars, au cours du 15th Anniversary Show, Christopher Daniels devient pour la première fois champion du monde de la ROH en battant Adam Cole, devenant ainsi le quatrième champion "Triple Crown" de la fédération Le 12 mai, au cours du troisième jour de War of the Worlds '17, il ressort vainqueur de son match entre lui, Jay Lethal et Cody et conserve son titre. Celui-ci est une nouvelle fois remis en jeu dans un match un contre un face à Cody.

## Matchs
| # | Matchs, | Stipulation                                                             | Durée |
| --- | --- | ----------------------------------------------------------------------- | ----- |
| Dark | Coast 2 Coast (Leon St.Giovanni et Shaheem Ali) et Flip Gordon battent Cheeseburger (en) et The Tempura Boyz (Sho Tanaka et Yohei Komatsu)                                                                                | Six Man Tag Team match                                                  |       |
| Dark (WOH) | Kris Wolf (en) et Sumie Sakai battent Mandy Leon (en) et Deonna Purrazzo | Match par équipe                                                        |       |
| 1 | El Terrible et Ultimo Guerrero battent The Kingdom (Matt Taven et Vinny Marseglia) (avec TK O'Ryan (en)) | Match par équipe                                                        | 11:10 |
| 2 | Frankie Kazarian bat Hangman Page | Strap match                                                             | 12:06 |
| 3 | Search and Destroy (Motor City Machine Guns (Alex Shelley et Chris Sabin), Jay White et Jonathan Gresham) battent The Rebellion (The All-Night Express (en) (Kenny King et Rhett Titus), Caprice Coleman et Shane Taylor) | Eight Man Tag Team match (l'équipe perdante est dissoute)               | 12:45 |
| 4 | Jay Lethal bat Silas Young (avec Beer City Bruiser) | Match simple                                                            | 16:40 |
| 5 | Dalton Castle et The Boys (Brandon & Brent) battent Bully Ray et The Briscoe Brothers (Jay Briscoe & Mark Briscoe) (c) | Six Man Tag Team match pour les ROH World Six-Man Tag Team Championship | 13:45 |
| 6 | Kushida (c) bat Marty Scurll | Match simple pour le ROH World Television Championship                  | 14:54 |
| 7 | The Young Bucks (Matt Jackson & Nick Jackson) (c) battent War Machine (Hanson & Raymond Rowe) et Best Friends (Beretta & Chuckie T.)                                                                                      | Match par équipe pour les ROH World Tag Team Championship               | 12:27 |
| 8 | Cody bat Christopher Daniels (c) | Match simple pour le ROH World Championship                             | 19:18 |
| (c) désigne le(s) champion(s) défendant son titre dans le match. (WOH) désigne que le combat est diffusé sur l'émission Women of Honor | |                                                                         |       |